# Memphis salinasi
Espèce
Memphis salinasi est une espèce d'insectes lépidoptères (papillons) de la famille des Nymphalidae, de la sous-famille des Charaxinae et du genre Memphis.

## Dénomination
Memphis salinasi a été décrit par Tomasz Pyrcz (d) en 1993.

## Description
Memphis salinasi est un papillon aux ailes antérieures à bord costal bossu, apex pointu, bord externe concave près de l'apex, angle interne en crochet et bord interne concave. Chaque aile postérieure a une queue en massue.
Le dessus est très foncé presque noir.
Le revers est marron très foncé et simule une feuille morte.

## Écologie et distribution
Memphis salinasi est présent au Venezuela,.

### Protection
Pas de statut de protection particulier.